# Сельское поселение Сентябрьский
Се́льское поселе́ние Сентябрьский — муниципальное образование в Нефтеюганском районе Ханты-Мансийского автономного округа Российской Федерации.
Административный центр — посёлок Сентябрьский.

## История
Статус и границы сельского поселения установлены Законом Ханты-Мансийского автономного округа - Югры от 25 ноября 2004 года № 63-оз «О статусе и границах муниципальных образований Ханты-Мансийского автономного округа - Югры»

## Население
| 2010  | 2012  | 2013  | 2014  | 2015  | 2016  | 2017  |
| ----- | ----- | ----- | ----- | ----- | ----- | ----- |
| 1505  | →1505 | ↗1546 | ↘1516 | ↗1552 | ↗1569 | ↗1573 |
| 2018  | 2019  | 2020  | 2021  |       |       |       |
| ↘1539 | ↗1542 | ↗1559 | ↗1898 |       |       |       |

## Состав сельского поселения
| № | Населённый пункт | Тип населённого пункта          | Население |
| - | ---------------- | ------------------------------- | --------- |
| 1 | Сентябрьский     | посёлок, административный центр | ↗1898     |

На территории поселения находится также посёлок КС-5 (Молодёжный), не имеющий официального статуса административно-территориальной единицы.